# Xu Fu (Antikes China)

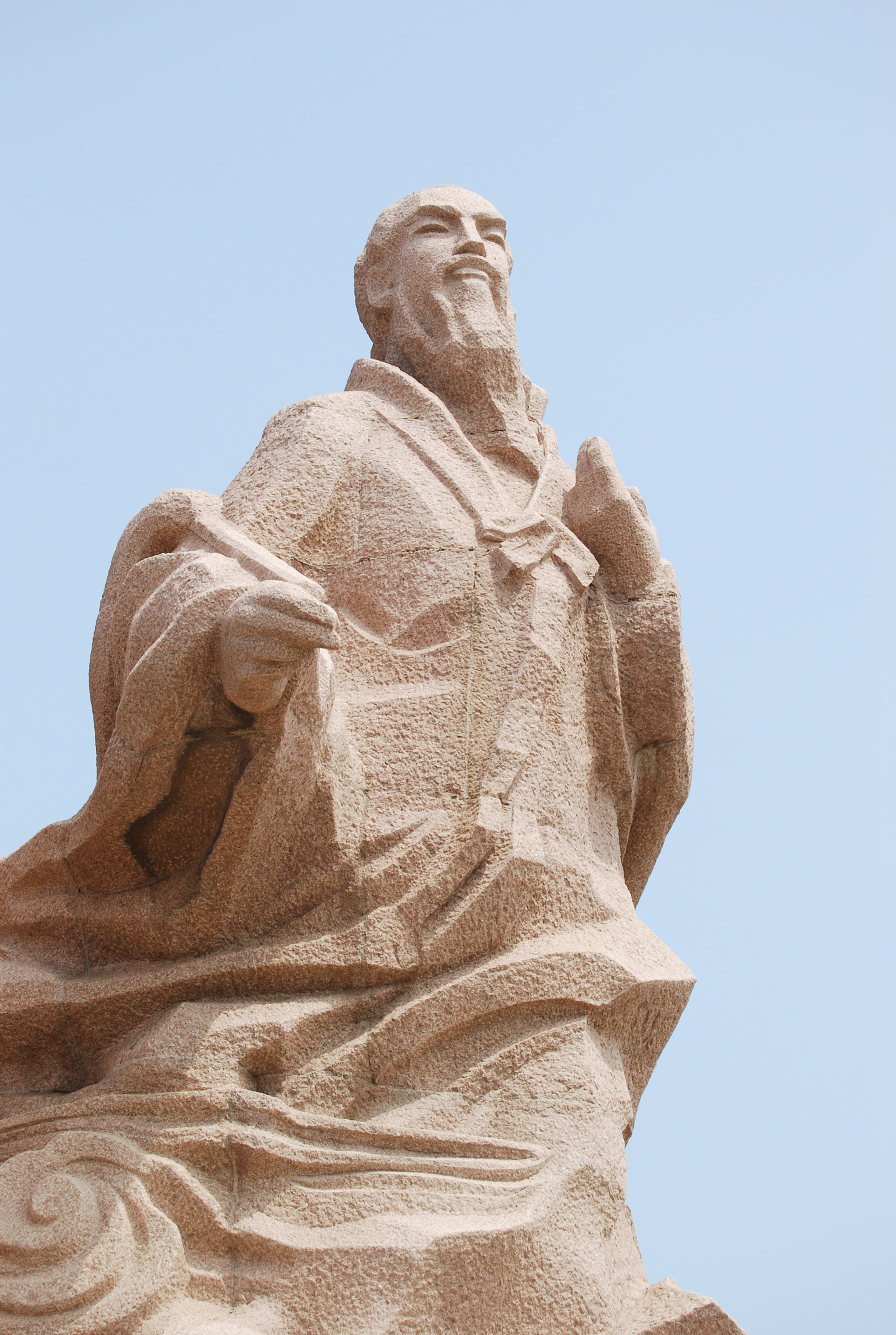
Statue von Xu Fu in Weihai, Shandong

Xu Fu (auch Hsu Fu, chinesisch: 徐福 oder 徐巿, pinyin: Xú Fú; japanisch: 徐福 Jofuku oder 徐巿 Jofutsu) war ein Han-Chinesischer Entdecker, Gelehrter und Magier am chinesischen Kaiserhof unter der Herrschaft von Qin Shihuangdi. Geboren wurde er im Jahr 255 v. Chr. im antiken Staat Qi.

## Leben
Über sein frühes Leben ist nicht viel bekannt. Er arbeitete später am kaiserlichen Hof als Hofmagier und Philosoph. Der damalige Kaiser Qin Shihuangdi fürchtete den Tod und den Verlust seiner Macht und suchte daher nach dem Stein der Weisen (Elixier des ewigen Lebens). Im Jahr 219 v. Chr. beauftragte er Xu Fu mit der Suche. Xu segelte einige Jahre und entdeckte den sagenumwobenen Berg Penglai (meist als Fuji identifiziert) und den mächtigen Zauberer Anqi Sheng, der bereits über 1000 Jahre alt sein sollte.

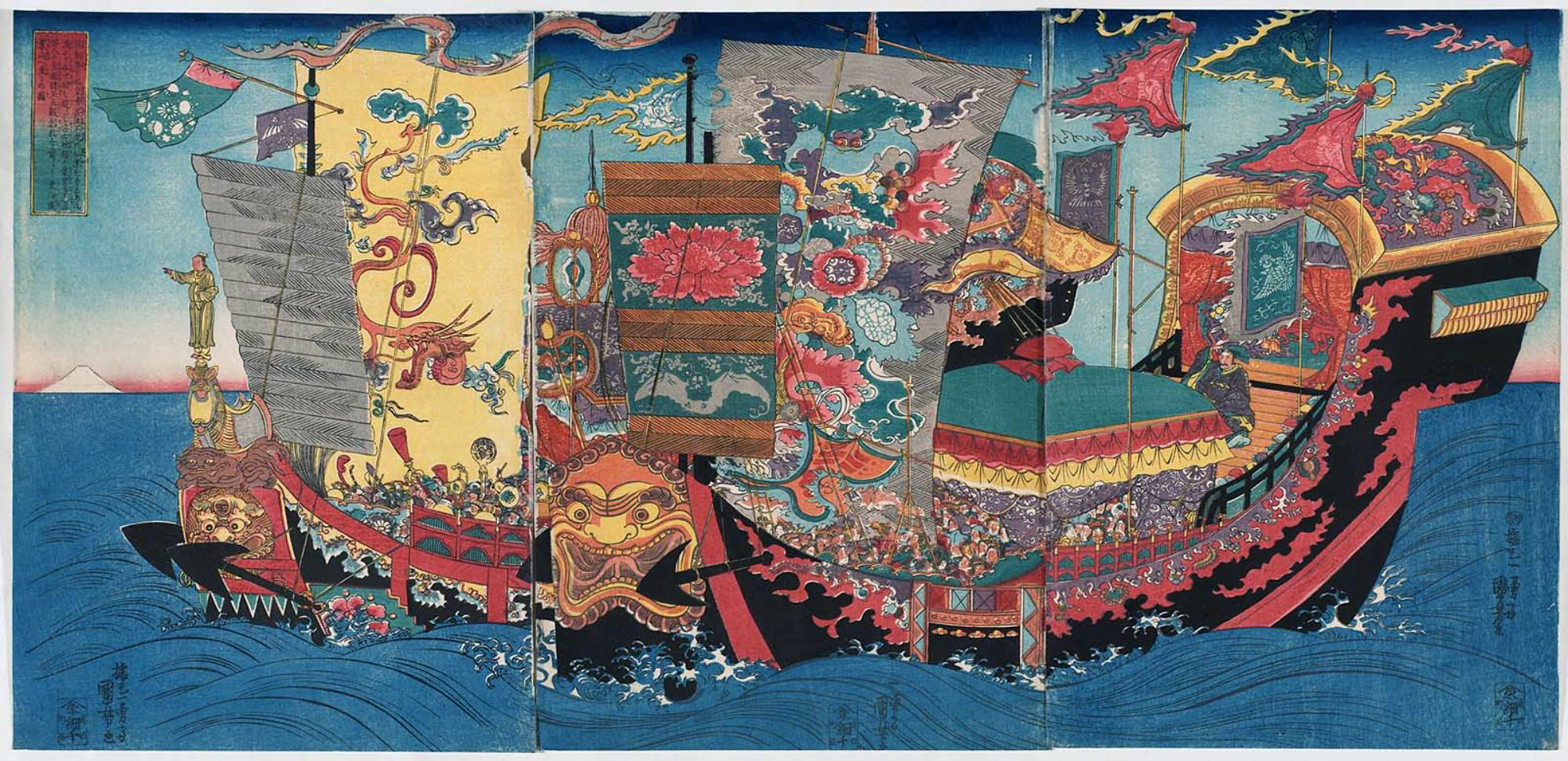
Xu Fus Expedition nach Japan auf der Suche nach dem Stein der Weisen von Utagawa Kuniyoshi.

Anqi Sheng weigerte sich, sein Geheimnis preiszugeben und Xu Fu kehrte erfolglos zurück. Wissend, dass ihm ohne den Stein der Weisen die Todesstrafe drohte, erfand er eine riesige See-Kreatur, die ihm den Weg blockierte und überzeugte Kaiser Qin Shihuangdi, ihm eine über 3000 starke Mannschaft aus Männern und Frauen und 1500 Soldaten zur Verfügung zu stellen, um die Kreatur zu besiegen. (Anderen Behauptungen nach bestand die Mannschaft aus 5000 Erwachsenen und 3000 Mädchen und Jungen.) Der Kaiser, bereit jeden Preis für das ewige Leben zu zahlen, willigte ein und Xu Fu stach 210 v. Chr. erneut in See.
Xu Fu kehrte niemals zurück. Es wird angenommen, er habe sich in Japan niedergelassen und sich dort selbst zum König (Kaiser) gekrönt. Nach seiner Landung brach in Japan die Yayoi-Zeit an.
Die chinesischen Chroniken (Chroniken der Drei Reiche und Hou Hanshu) behaupteten alle, Xu Fu habe sich in Japan zum japanischen Kaiser gekrönt. Etwa 1100 Jahre später bestätigte ein Wandernder Mönch (Yichu) Xu Fus Landung in Japan. Viele japanische Legenden und Shinto-Schreine sind Xu Fu in Japan gewidmet. Seine Landung wird seither als historischer Fakt angesehen.

### Vermächtnis
Xu Fu wird in Japan in vielen Schreinen als Gott der Medizin, Gott des Reisbaus oder Gott der Seide verehrt.
Der Jofuku-Park in Shingū (Wakayama) ist Xu Fu gewidmet.